# Old John's
El Old John's es un club deportivo chileno radicado en la ciudad de San Pedro de la Paz.
Actualmente participa en la Primera Nacional TOP 10, el principal torneo de rugby de Chile.

## Historia
Fue fundado por exalumnos del Colegio Saint John’s School.
El club debutó en las competencias oficiales de la Asociación de Rugby de Concepción el 14 de abril de 1991, cuando derrotó por 31-6 a Los Canguros de Chillán en los Campos Deportivos de Chiguayante y en partido válido por la primera fecha del Campeonato de Apertura de Concepción de Primera División.
Clasificó por primera vez al Campeonato Central de Rugby, la principal competición del país, en la temporada 2002 obteniendo la última posición.

## Palmarés
- Liga de Rugby de Chile (1): 2013.[4]

- Torneo Interregional Centro Sur (3): 2018, 2019, 2021

- Torneo Nacional de Clubes Juvenil (1): 2023

- Copa de plata Torneo Nacional de Clubes (1): 2015, 2016

- Seven de Viña del Mar (2): 2020, 2022.

- Seven del Sur (15): 2010, 2011, 2012, 2013, 2014, 2015, 2016, 2017, 2018, 2019, 2020, 2021, 2022, 2023, 2024.[5]